# Бібківщина (зупинний пункт)
Бібківщина (біл. Бібкаўшчына) — зупинний пункт Могильовського відділення Білоруської залізниці в Бобруйському районі Могильовської області. Розташований у селі Бібківщина; на лінії Жлобин — Осиповичі I, поміж станцією Мирадине і зупинним пунктом Квітка.